# Prince Bouboule
Pour plus de détails, voir Fiche technique et Distribution.
Prince Bouboule ou Le Prince Bouboule est un film français de Jacques Houssin, sorti en 1939.

## Fiche technique
- Titre : Prince Bouboule ou Le Prince Bouboule
- Réalisateur : Jacques Houssin
- Scénario : Pierre Maudru et Michel Georges-Michel
- Décors : Claude Bouxin
- Photographie : Willy Faktorovitch
- Musique : Paul Misraki et Ray Ventura
- Production : Georges Milton,  M. Gondry
- Pays :  France
- Format :  Noir et blanc - 1,37:1 - 35 mm - Son mono
- Société de production : Les Productions parisiennes
- Genre : Comédie
- Durée : 95 minutes
- Date de sortie : 
  - France : 11 janvier 1939

## Distribution
- Georges Milton : Eugène « Bouboule » Leroy
- Irène Zilahy  : Princesse Sonia
- Michèle Alfa :  Lucette
- Mady Berry  : La mère d'Eugène
- Georges Bever
- Geneviève Callix
- Pierre Henri Cami
- Dunan
- Louis Florencie
- Loustalot
- Gustave Gallet
- Charles Lemontier
- Fernand Rauzéna
- Philippe Richard : Ricard
- Lina Roxa
- Robert Seller
- Marcel Vallée
- Jacques Varennes : Stanik
- Yvonne Yma

## Autour du film
Ce film est le dernier d'une série mettant en scène le personnage de « Bouboule » créé par le chansonnier Milton et comprenant Le Roi des resquilleurs (1930) de Pierre Colombier, La Bande à Bouboule (1931) de Léon Mathot, Le Roi du cirage (1931) de Pierre Colombier et Bouboule Ier, roi des Nègres (1933) de Léon Mathot.